# Hodonín
Hodonín (německy Göding, Gödingen) je město ve stejnojmenném okrese v Jihomoravském kraji. Hodonín leží na řece Moravě 54 kilometrů jihovýchodně od Brna při hranici Moravy se Slovenskem. Žije zde přibližně 24 tisíc obyvatel. Narodil se zde 1. československý prezident Tomáš Garrigue Masaryk.

## Název
Místní jméno bylo odvozeno od osobního jména Hodoně (starší podoba Hodoňa, což byla domácká zkratka některého jména začínajícího na Hod-, např. Hod(i)slav, Hoděmysl) a znamenalo "Hodoňův majetek". Německé jméno vzniklo z českého ještě před provedením hláskové změny g > h (Godonín, jak zní i doklady ze 12. století). Židovský název města v hebrejštině zní גידונג.

## Historie
Hradisko založené pravděpodobně Břetislavem I. v 11. století. Hrad obnovila a založila při něm město královna Konstancie v roce 1228. V roce 1301 zde Václav II. přijal uherskou šlechtu, která sem přišla pro nově zvoleného uherského krále. Během husitských válek přešlo do rukou šlechty, v 17. století bylo několikrát dobyté a téměř zpustlo. Roku 1605 Hodonín vypálili uherští povstalci. Roku 1621 Hodonín vyplenila vojska sedmihradského knížete Gabriela Bethlena. Roku 1742 jej dobyla pruská armáda. Koncem 18. století založena továrna na tabák.
Ve městě se nacházel od 19. století cukrovar nejmodernější v Evropě, ten byl nakonec zrušen a na jeho místě stojí obchodní centrum Cukrovar. Jako vzpomínka na cukrovarnickou etapu Hodonína zůstalo mezi obchody původní silo cukrovaru. K Cukrovaru přiléhající budova Redlichovy vily z roku 1881 náležela k jedněm z prvních budov postavených v  novobarokní architektonickém slohu. Vilu s oblibou navštěvoval skladatel Gustav Mahler a mnoho dalších významných osob své doby. Byla stržena v roce 2005.
Na sklonku druhé světové války byly o Hodonín svedeny boje, které vyvrcholily osvobozením města 12. dubna 1945. Elektrárna Hodonín byla uvedena do provozu v letech 1951–1958. Katastru Hodonína se k 25. červenci 1997 dotkla úprava státní hranice se Slovenskem.
Dne 24. června 2021 severozápadní a severní částí města prošlo tornádo s extrémní bouří, postihlo především městské části Pánov a Bažantnice. Poškozeno bylo 100 domů, z toho k demolici jich bylo určeno 10. Bouře odnesla střechu sportovní haly, poškodila zdejší zoologickou zahradu a způsobila další škody.

## Přírodní poměry
Podél jihovýchodního okraje města protéká řeka Morava. Severozápadně od města se nachází národní přírodní památka Hodonínská Dúbrava vyhlášená na ochranu zejména teplomilných doubrav.

## Obyvatelstvo

### Vývoj počtu obyvatel
| Rok            | 1869  | 1880  | 1890  | 1900   | 1910   | 1921   | 1930   | 1950   | 1961   | 1970   | 1980   | 1991   | 2001   | 2011   | 2021   |
| -------------- | ----- | ----- | ----- | ------ | ------ | ------ | ------ | ------ | ------ | ------ | ------ | ------ | ------ | ------ | ------ |
| Počet obyvatel | 5 202 | 6 512 | 8 482 | 10 233 | 12 197 | 13 200 | 14 793 | 13 572 | 18 021 | 20 863 | 25 485 | 28 230 | 27 361 | 24 961 | 24 100 |
| Počet domů     | 623   | 749   | 882   | 1 044  | 1 397  | 1 610  | 2 227  | 2 516  | 2 819  | 2 879  | 2 701  | 2 576  | 2 523  | 2 733  | 2 817  |

Pokles počtu obyvatel mezi lety 1990 a 1991 byl způsoben mimo jiné osamostatněním obcí Lužice a Rohatec.

### Struktura populace

Věková struktura obyvatel obce Hodonín roku 2011
Rodinný stav obyvatel obce Hodonín roku 2011
Vzdělání obyvatel obce Hodonín roku 2011

## Městská správa

### Správní území
Hodonín byl dříve okresním městem, v současnosti je obcí s rozšířenou působností a pověřeným obecním úřadem. Okres Hodonín ale stále existuje a skládá se z 82 obcí, správní obvod obce s rozšířenou působností z 18 obcí. Sousedními obcemi sídla jsou Lužice, Ratíškovice, Rohatec, Mikulčice, Dolní Bojanovice, Dubňany, Mutěnice a Skalica.

### Zastupitelstvo a starosta
Hodonín provázela v druhém desetiletí 21. století politická nestabilita. Ve volebním období 2010–2014 se vystřídali tři starostové a čtyři koalice. Po komunálních volbách v roce 2014 byla starostkou zvolena Milana Grauová (ANO 2011). Při zasedání zastupitelstva 3. listopadu 2015 však byla odvolána.
Novým starostou byl o týden později zvolen Milan Lúčka (ANO 2011).
Po komunálních volbách v roce 2018 byl starostou zvolen dosavadní radní Libor Střecha, lídr vítězného hnutí Pro Hodonín. Koalici vytvořili zástupci Pro Hodonín se Svobodnými s Piráty a také uskupením Pozitivně pro Hodonín, v němž je KDU-ČSL, TOP 09 a Konzervativní strana. Koalice má 16 mandátů z celkových 31.

### Členění města

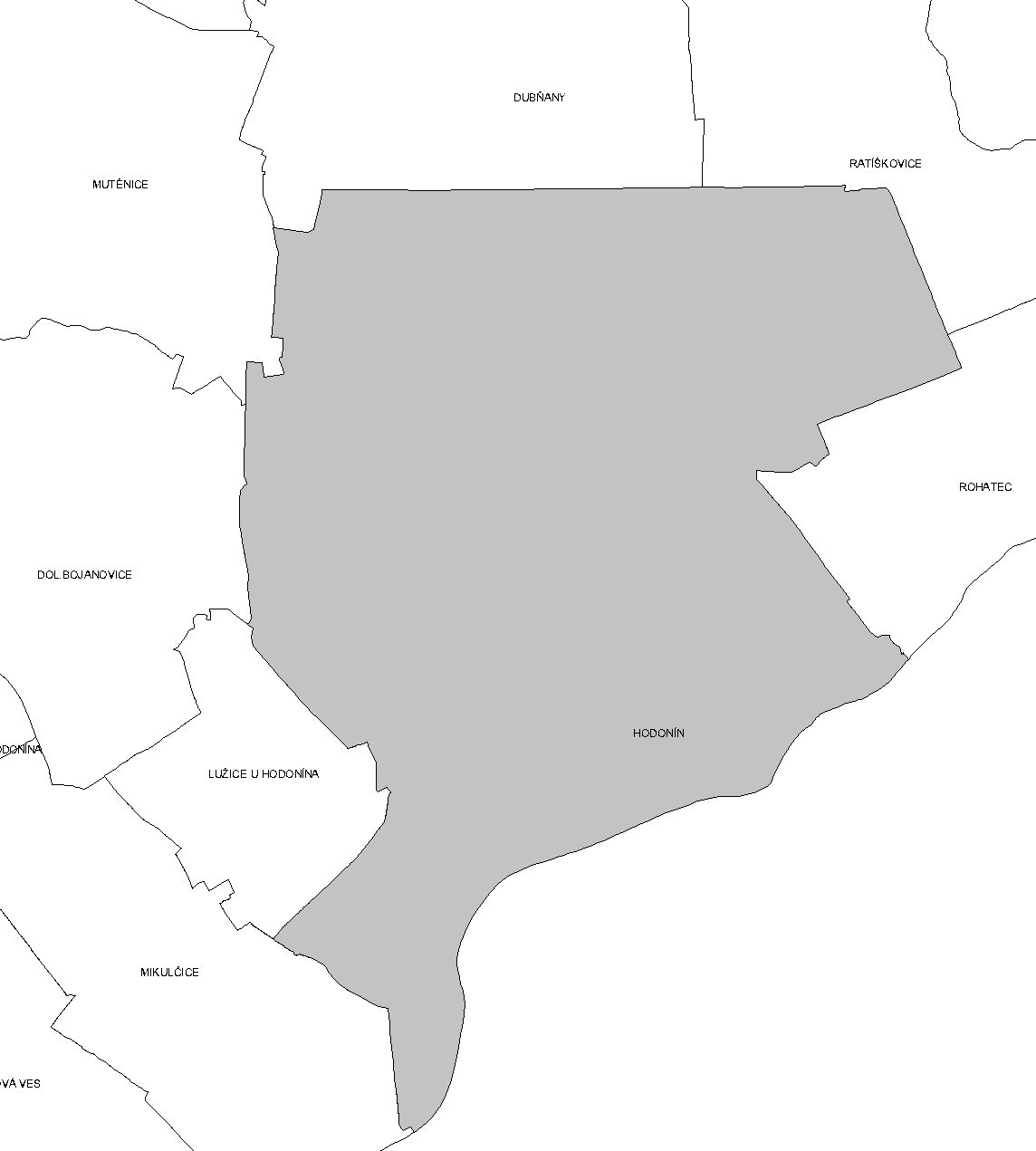
Katastrální území Hodonína

Město Hodonín je tvořeno jedním katastrálním územím a není členěno na evidenční části obce.
Součástí města jsou místní části a čtvrtě:
- Bažantnice
- Rybáře
- Mrkotálky
- Pánov

### Městské symboly
Znak města je historický, vlajka byla městu udělena rozhodnutím předsedy Poslanecké sněmovny Parlamentu České republiky dne 29. března 1995.

## Společnost a kultura

### Městská knihovna
V centru města Hodonína, na adrese Národní třída 36, se nachází Městská knihovna Hodonín, která je veřejnou knihovnou s regionální působností. Jejím zřizovatelem je město Hodonín. V bezbariérové budově jsou oddělení pro dospělé, oddělení pro děti, čítárna a studovna, oddělení pro mladé Zašívárna, oddělení informačních zdrojů a regionálních služeb a také komunitní kontaktní pracoviště ProSenior. Na ulici Brandlova 81 sídlí pobočka knihovny, která velmi úzce spolupracuje se školami a školkami a zajišťuje výpůjční a informační služby zejména pro spádovou oblast sídliště R. Filipa.
Městská knihovna Hodonín byla zřízena dle prvního zákona o veřejných knihovnách z roku 1919, který nařizoval založit knihovnu v každé obci. K oficiálnímu otevření Obecní knihovny města Hodonína došlo 1. července 1921. V tomto roce byla knihovna umístěna ve dvou třídách chlapecké školy na Masarykově náměstí. V roce 1986 se knihovna přestěhovala do nových prostor vystavěných pro účely a potřeby knihovny na Národní třídě. Přestěhováním získala knihovna více prostoru pro volný výběr, čítárnu se studovnou a výstavní sál. Od roku 2003 je knihovna pověřena regionálními funkcemi.
V roce 2019 knihovna nabízí tři výstavní galerijní prostory, z nichž nejvýraznější je non-stop Galerie VEDNEVNOCI. Knihovna organizuje pravidelné vzdělávací akce.

### Národopis
Ve městě působí "Slovácký krúžek", který organizuje Svatovavřinecké hody. 
Z národopisného hlediska město leží v oblasti Slovácko , podoblast Podluží a na severu sousedí s podoblastí Dolňácko. 

### Lázně Hodonín
Lázně Hodonín poskytují od roku 1985 léčebnou i rehabilitační péči. Přírodním léčivem je jodobromová solanka, jejíž zdroje se vyskytují v blízkém okolí. Lázněmi prochází rovněž naučná stezka „Po stopách T. G. Masaryka“.

### Muzea
- Muzeum naftového dobývání a geologie
- Masarykovo muzeum

### Galerie
- Galerie výtvarného umění v Hodoníně

### Sport
- SHKM Hodonín, hokejový klub
- FK Hodonín, fotbalový klub
- HK Hodonín, házená
- FK Nesyt Hodonín, fotbalový klub
- Veslařský klub Hodonín

## Pamětihodnosti
- Zámek z roku 1642, rozšířen po požáru roku 1746, v současné době na jeho místě průmyslové objekty, z hospodářského objektu zámku rekonstruována budova Masarykova muzea
- Dům umělců (1911–1913), sídlo Galerie výtvarného umění
- Kostel svatého Vavřince (1780–1786) na Masarykově náměstí
- Morový sloup (1716) na Masarykově náměstí
- Kaple svatého Kříže (1714)
- Pomník T. G. Masaryka na náměstí 17. listopadu (nedávno doplněný o reliéf československých legionářů)
- Městská radnice na Masarykově náměstí, naproti kostela svatého Vavřince, je dominantou města. Veřejnosti byla odhalena roku 1904. Postavena je ve slohu norimberské secese, architektem byl Ernst Gotthilf.
- Pomník generální stávky roku 1920 na hlavní světelné křižovatce (křižovatka ulic Národní třída a Štefánikova)
- Památník obětem fašismu na novém hřbitově
- Starý židovský hřbitov (přeměněn na park) a Nový židovský hřbitov
- Naučná stezka „Po stopách T. G. Masaryka“ od historické budovy železničního nádraží, kolem pomníku TGM, informačního centra, místa původního rodného Masarykova domu, končící u Městského muzea v hodonínském zámku[18]

## Osobnosti
- Josef Bezdíček (1900–1962), rozhlasový a divadelní režisér
- Miroslav Bezdíček, divadelní a filmový herec, hodonínský rodák
- Dana Čechová (* 1983), stolní tenistka
- Jaroslav Dobrovolský (1895–1942), učitel, starosta města v letech 1935 až 1938
- František Hess (1853–1914), zasloužilý občan města, vydával Hodonínské listy, hodonínský rodák
- Petra Hřebíčková (* 1979), herečka, hodonínská rodačka
- Břetislav Chrastina (1901–1971),  československý voják, příslušník výsadku Spelter
- Michal Kempný (* 1990), hokejista
- Valtr Komárek (1930–2013), ekonom, politik, hodonínský rodák
- Pavel Kučera (* 1975), český publicista, hudební kritik, scenárista a moderátor
- Gustav Mahler (1860–1911), skladatel a dirigent, v Hodoníně dokončil své dílo Píseň o zemi
- Tomáš Garrigue Masaryk (1850–1937), první československý prezident, je po něm zde v Hodoníně pojmenována ulice i hlavní náměstí
- Peretz Beda Mayer (1906–2002), malíř, hodonínský rodák
- Ondřej Mazuch (* 1989), fotbalista
- Václav Nedomanský (* 1944), hokejista, je po něm v Hodoníně pojmenován zimní stadion
- Siloš Pohanka (1926–2011), hudebník a trumpetista, hodonínský rodák
- Gabriela Preissová (1862–1946), spisovatelka a dramatička, dlouhou dobu žijící v Hodoníně
- Josef Redlich (1869–1936), právník a politik, je po něm v Hodoníně pojmenována ulice
- Erika Suchovská (* 1967), bývalá atletka
- Zdeněk Škromach (* 1956), politik, hodonínský rodák
- Ferdinand Štábla (1916–1979), akademický sochař a kreslíř, hodonínský rodák
- Jaroslav Šváb (1906–1999), typograf, hodonínský rodák
- Iveta Vacenovská (* 1986), stolní tenistka
- Jaroslava Vavrysová (1932–2000), interpretka lidových písní, hodonínská rodačka
- Vítězslav Veselý (* 1983), mistr světa v hodu oštěpem z MS 2013 v Moskvě

## Partnerská města
- Holíč, Slovensko
- Jasło, Polsko
- Skalica, Slovensko
- Trebišov, Slovensko
- Zistersdorf, Rakousko

## Galerie

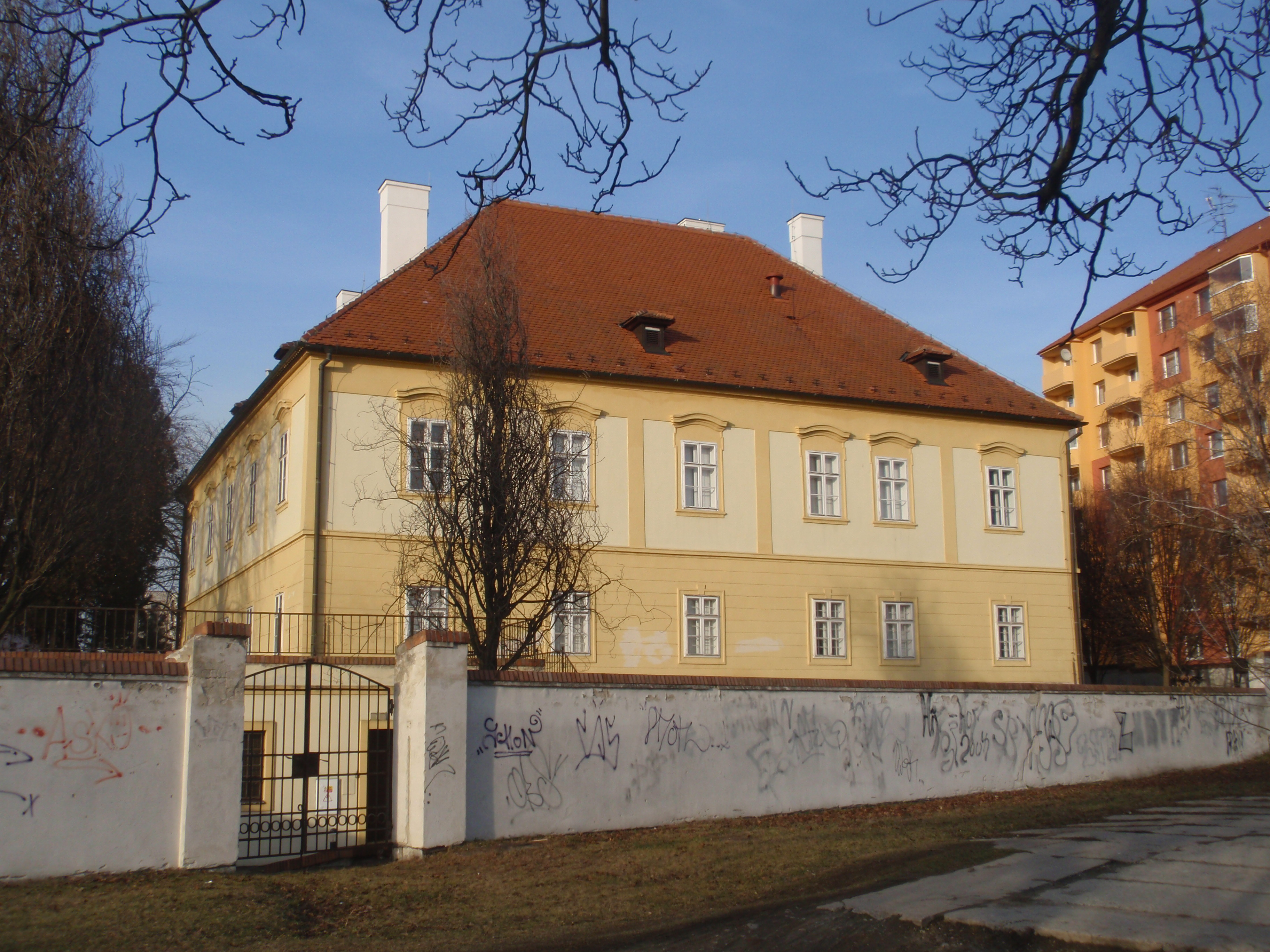
Zámek, dnes Masarykovo muzeum
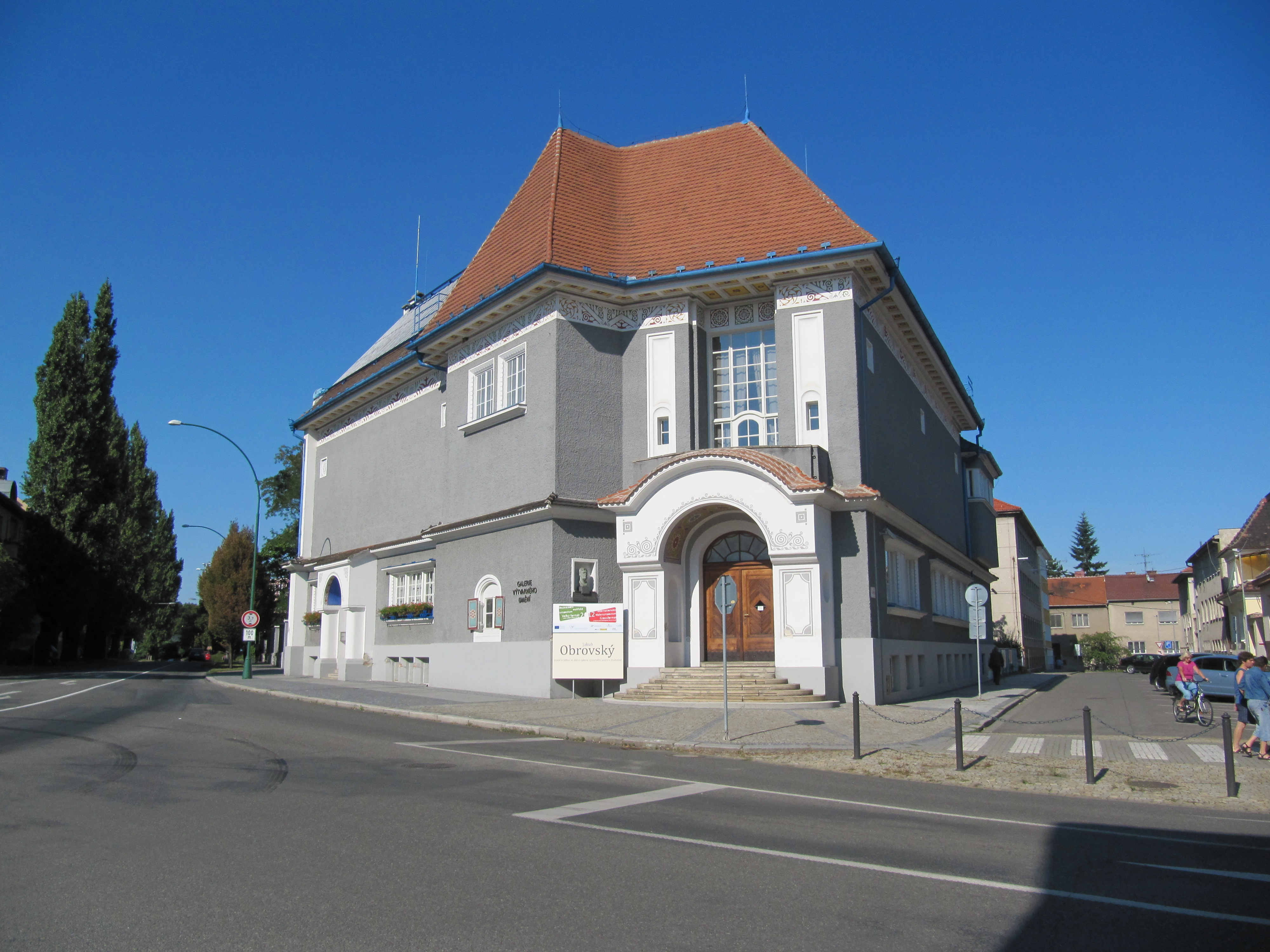
Dům umělců
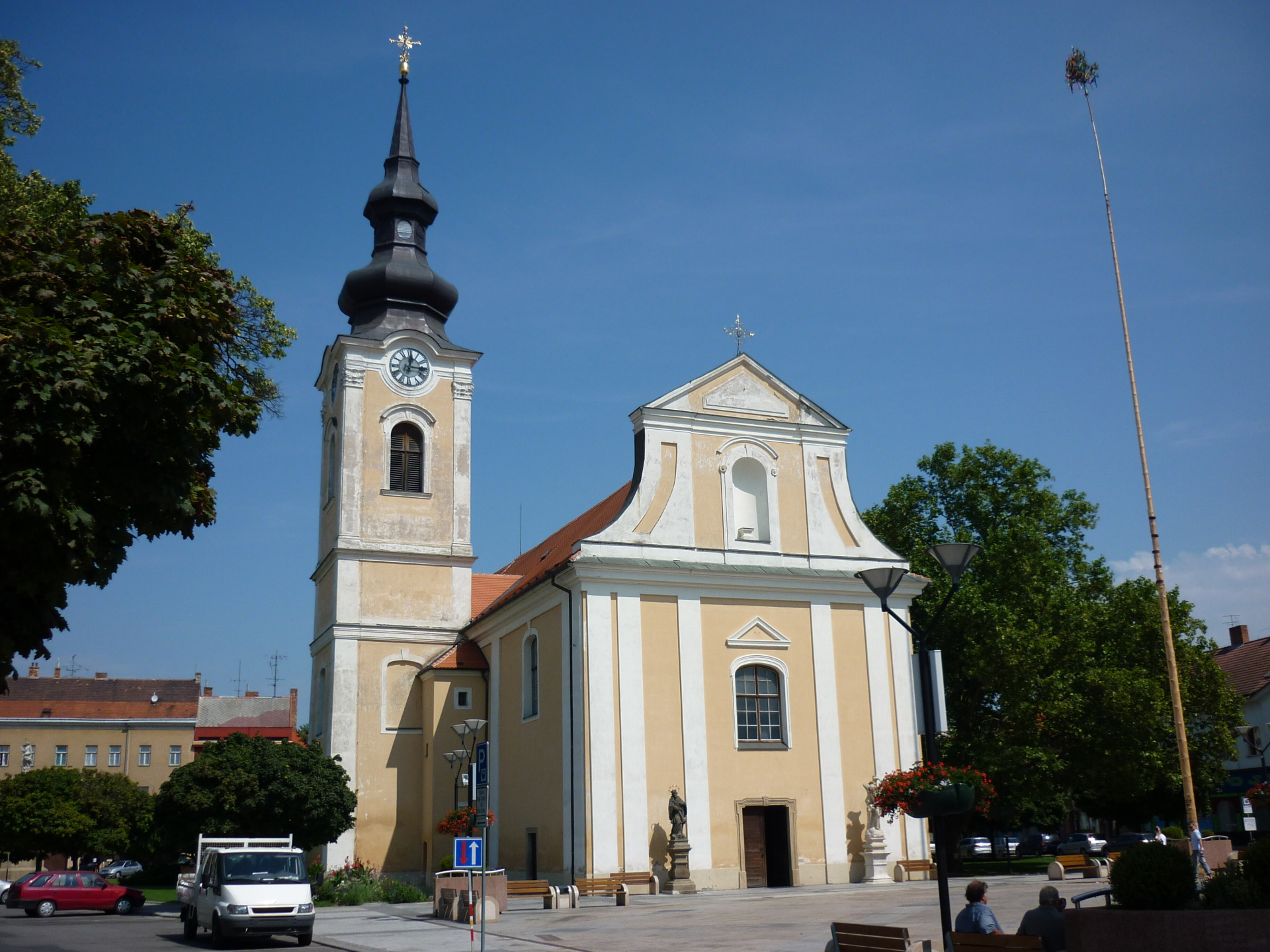
Kostel svatého Vavřince na Masarykově náměstí
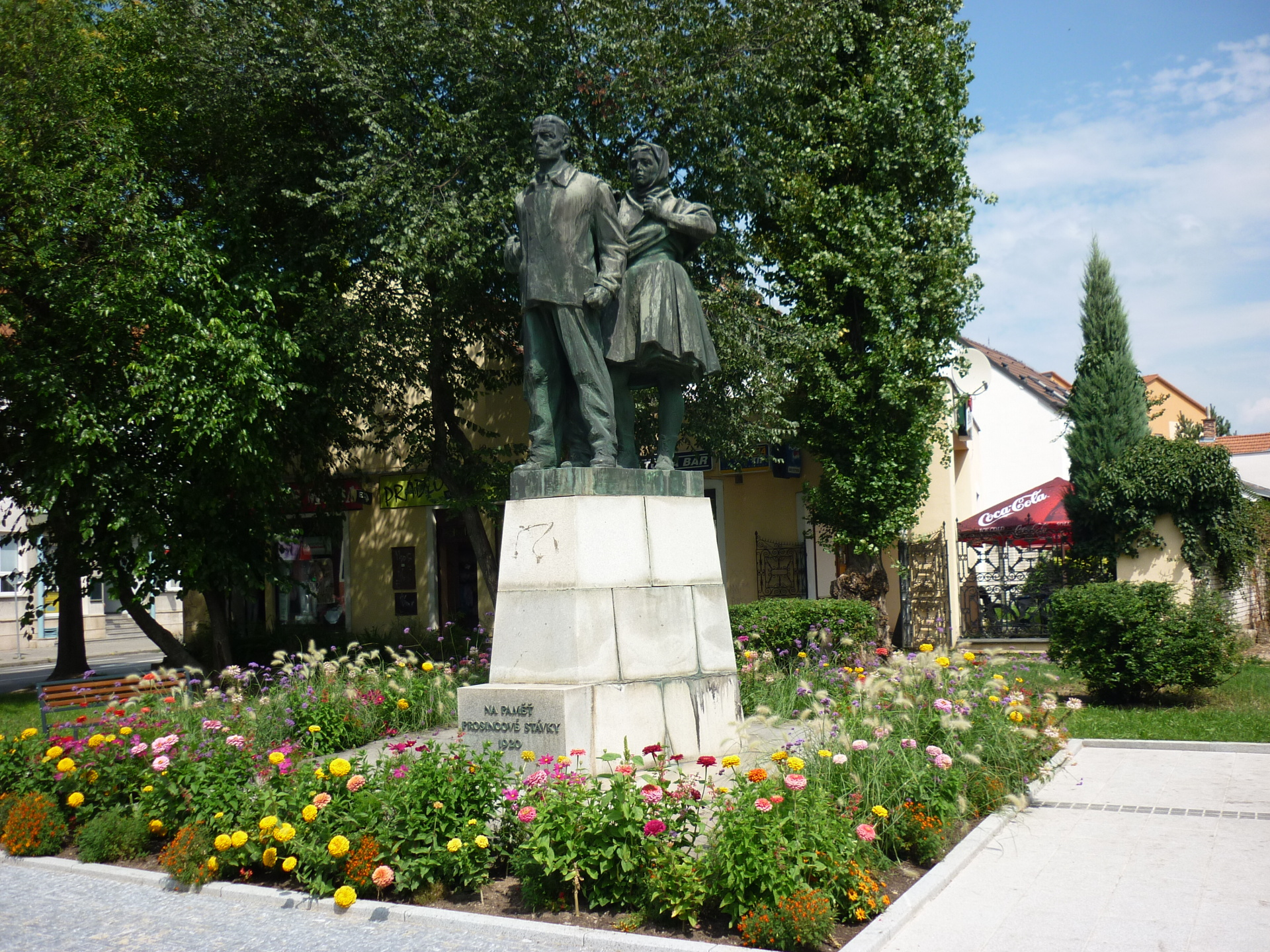
Národní třída, pomník prosincové stávky 1920
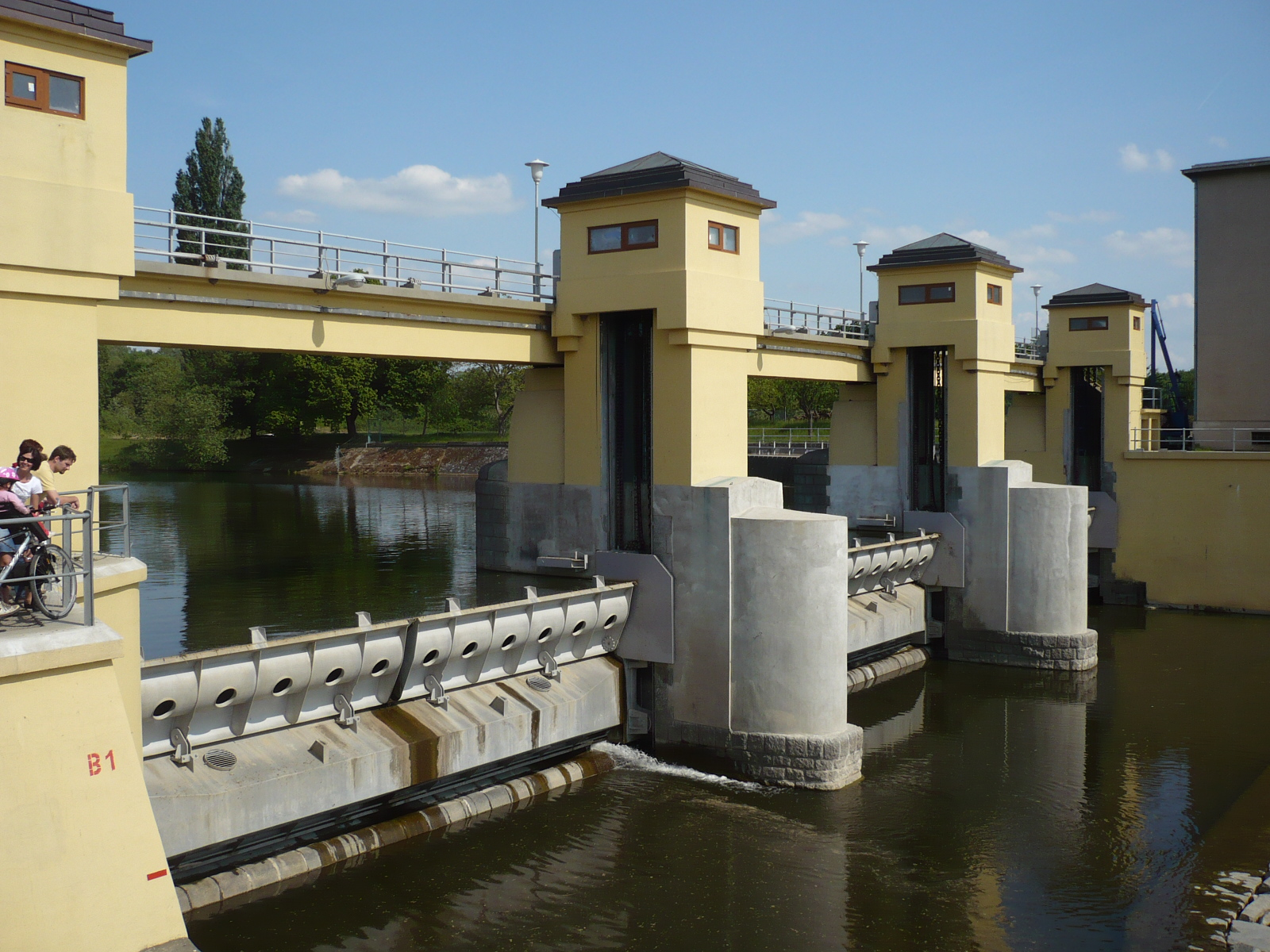
Jez na řece Moravě (Přístaviště U Jezu Hodonín)